# Bennewitz
Bennewitz este o comună din landul Saxonia, Germania. Se află la o altitudine de 117 m deasupra nivelului mării. Are o suprafață de 46,8 km². Populația este de 4.988 locuitori, determinată în 30 septembrie 2019, prin actualizare statistică[*].